# آشور أبلا إدي
آشور أبلا إدي ملك آشوري للفترة التاريخية المضطربة ما بين 1730/1720 ق.م إلى 1710/1700 ق.م تقريبا، خلال الفترة المعروفة بالمغتصبين السبعة، وهم قوى مجهولة تصارعت على السلطة في آشور. وردت اسماؤهم في قوائم ملوك آشور التي  تقدم شرحاً عنهم وورد أسمه بـ«ابن أحد» وهو ما يعني أنه لم يكن ينتمي إلى العائلة المالكة.

## وصلات خارجية
- Mesopotamian chronicles, per Jean-Jacques Glassner i Benjamin Read Foster
- List of Assyrian kings